# Élie Cartan

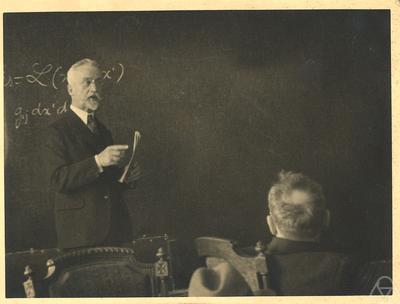
Élie Cartan

Élie Joseph Cartan (Dolomieu, 9 april 1869 – Parijs, 6 mei 1951) was een Frans wiskundige, die fundamenteel werk uitvoerde op het gebied van de theorie van de Lie-groepen en hun meetkundige toepassingen. Hij leverde ook belangrijke bijdragen aan de wiskundige natuurkunde, de differentiaalmeetkunde en de groepentheorie.
Hij was de vader van de wiskundige Henri Cartan.

## Werken
- (fr)  Élie Cartan, Les groupes projectifs qui ne laissent invariante aucune multiplicité plane Bul. Soc. Math. France, vol 41, 1913, pag 53-96.